# Sturzkampfgeschwader 77
La Sturzkampfgeschwader 77 (St.G.77) (77e escadre de bombardement en piqué) est une unité de bombardements en piqué de la Luftwaffe pendant la Seconde Guerre mondiale.

## Opérations

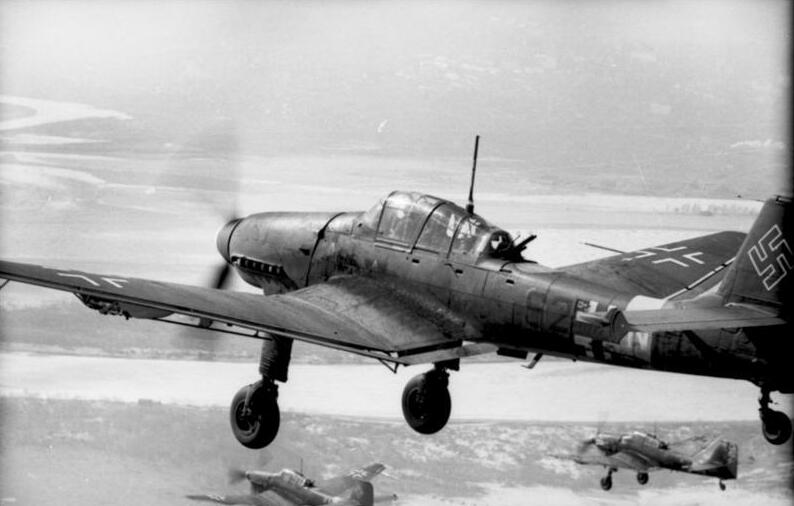
Des Stukas Junkers Ju 87 du St.G.77 sur le Front de l'Est en 1943.

Le St.G.77 a mis en œuvre principalement des avions Junkers Ju 87B/D et R, mais aussi des Dornier Do 17, des Messerschmitt Bf 110, des Junkers Ju 88A et des planeurs DFS 230 pour le LS-Ausb.Abt./St.G.77.

## Organisation

### Stab. Gruppe
Le Stab./St.G.77 est formé le 1er mai 1939 à Breslau-Schöngarten  à partir du Stab/St.G.165.

Un Stabs-Staffel a existé de février 1941 à mai 1943.

Le 18 octobre 1943, il devient Stab/SG 77. 
Geschwaderkommodore (Commandant de l'escadron) :
| Début           | Fin             | Grade          | Nom                                         |
| --------------- | --------------- | -------------- | ------------------------------------------- |
| 1er mai 1939    | 14 mai 1940     | Oberstleutnant | Günter Schwartzkopff (de)                   |
| 15 mai 1940     | 20 juillet 1942 | Major          | Clemens Graf von Schönborn-Wiesentheid (en) |
| 25 juillet 1942 | 12 octobre 1942 | Major          | Alfons Orthofer                             |
| 13 octobre 1942 | 20 février 1943 | Major          | Walter Rudolf Enneccerus (de)               |
| 20 février 1943 | 18 octobre 1943 | Major          | Helmut Bruck (en)                           |

### I. Gruppe
Formé le 1er mai 1939 à Brzeg à partir du I./St.G.165 avec :
- Stab I./St.G.77 à partir du Stab I./St.G.165
- 1./St.G.77 à partir du 1./St.G.165
- 2./St.G.77 à partir du 2./St.G.165
- 3./St.G.77 à partir du 3./St.G.165

Le 1er juillet 1943, le 3./St.G.77 devient le 2./Erprobungsgruppe 210, et est reformé. 
Le 18 octobre 1943, le I./St.G.77 devient I./SG 77 avec :
- Stab I./St.G.3 devient Stab I./SG 77
- 1./St.G.77 devient 1./SG 77
- 2./St.G.77 devient 2./SG 77
- 3./St.G.77 devient 3./SG 77

Gruppenkommandeure (Commandant de groupe) :
| Début           | Fin             | Grade     | Nom                                                                      |
| --------------- | --------------- | --------- | ------------------------------------------------------------------------ |
| 1er mai 1939    | 9 juillet 1940  | Hauptmann | Friedrich-Karl Freiherr von Dalwigk zu Lichtenfels (en) (Mort au combat) |
| 14 juillet 1940 | 18 août 1940    | Hauptmann | Meisel                                                                   |
| 28 août 1940    | 19 février 1943 | Hauptmann | Helmut Bruck (en)                                                        |
| 20 février 1943 | 18 octobre 1943 | Major     | Werner Roell (en)                                                        |

### II. Gruppe
Formé le 1er mai 1939 à Breslau-Schöngarten à partir du II./St.G.165 avec :
- Stab II./St.G.77 à partir du Stab II./St.G.165
- 4./St.G.77 à partir du 4./St.G.165
- 5./St.G.77 à partir du 5./St.G.165
- 6./St.G.77 à partir du 6./St.G.165

Le 18 octobre 1943, le II./St.G.77 devient III./SG 10 avec :
- Stab II./St.G.77 devient Stab III./SG 10
- 4./St.G.77 devient 7./SG 10
- 5./St.G.77 devient 8./SG 10
- 6./St.G.77 devient 9./SG 10

Gruppenkommandeure :
| Début            | Fin             | Grade     | Nom                                         |
| ---------------- | --------------- | --------- | ------------------------------------------- |
| 1er mai 1939     | 15 mai 1940     | Hauptmann | Clemens Graf von Schönborn-Wiesentheid (en) |
| 15 mai 1940      | 8 août 1940     | Hauptmann | Waldemar Plewig                             |
| 1er juillet 1942 | 1er avril 1943  | Major     | Kurt Huhn                                   |
| 1er avril 1943   | 18 octobre 1943 | Hauptmann | Helmut Leicht (en)                          |

### III. Gruppe
Formé le 9 juillet 1940 à Argentan à partir du II./KG 76 avec :
- Stab III./St.G.77 à partir du Stab II./KG 76
- 7./St.G.77 à partir du 4./KG 76
- 8./St.G.77 à partir du 5./KG 76
- 9./St.G.77 à partir du 6./KG 76

Le 18 octobre 1943, le III./St.G.77 devient III./SG 77 avec :
- Stab III./St.G.77 devient Stab III./SG 77
- 7./St.G.77 devient 7./SG 77
- 8./St.G.77 devient 8./SG 77
- 9./St.G.77 devient 9./SG 77

Gruppenkommandeure :
| Début            | Fin               | Grade     | Nom                 |
| ---------------- | ----------------- | --------- | ------------------- |
| 9 juillet 1940   | 25 août 1942      | Hauptmann | Helmut Bode         |
| 26 août 1942     | 1er décembre 1942 | Hauptmann | Georg Jakob (en)    |
| 1er janvier 1943 | 18 octobre 1943   | Hauptmann | Franz Kieslich (en) |

### Ergänzungsgruppe
Formé en mars 1941 à Schweinfurt en tant que Ergänzungsstaffel/St.G.77 à partir des éléments du Erg.Staffel/VIII. Fliegerkorps.
En janvier 1943, son effectif est augmenté et devient Gruppe avec :
- Stab/Erg.Gruppe St.G.77
- 1./Erg.Gruppe St.G.77
- 2./Erg.Gruppe St.G.77

En mai 1943, le Erg.Gruppe St.G.77 devient IV./St.G.151 avec :
- Stab/Erg.Gruppe St.G.77 devient Stab IV./St.G.151
- 1./Erg.Gruppe St.G.77 devient 7./St.G.151
- 2./Erg.Gruppe St.G.77 devient 8./St.G.151

Gruppenkommandeure :
| Début          | Fin        | Grade     | Nom            |
| -------------- | ---------- | --------- | -------------- |
| ?              | ?          | ?         | ?              |
| 2 février 1943 | Avril 1943 | Hauptmann | Heinrich Heins |

### LS-Ausb.Abt./St.G.77
Formé le 9 mars 1943 à Wertheim équipé de Junkers Ju 87 et des planeurs DFS 230. 
Le 22 mai 1943, il devient LS-Ausb.Staffel für Stukaverbände (ensemble avec le LS-Ausb.Kdo./St.G.1). 